# Exponentiële afname

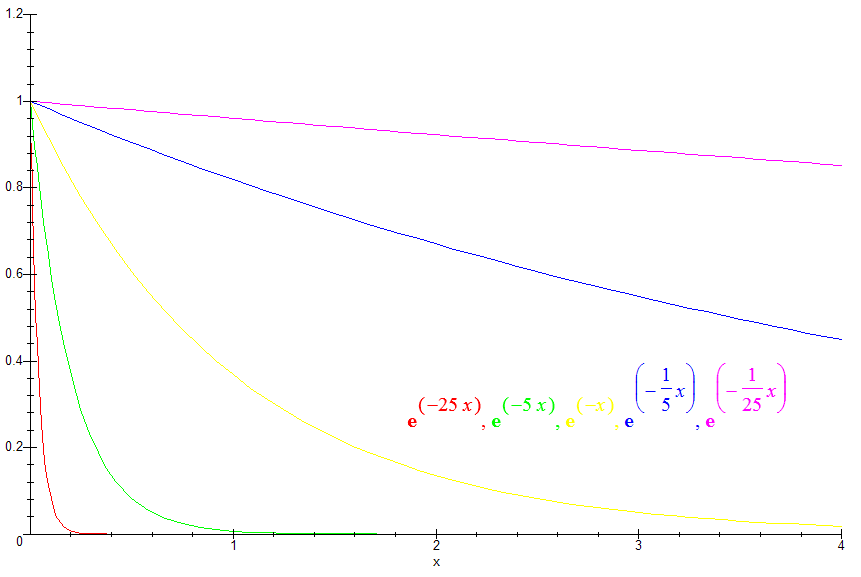
Een grootheid die een exponentiële afname vertoont. Een grotere afnameconstante zorgt voor een sterkere daling. Deze grafiek toont de afname bij constanten 25, 5, 1, 1/5, and 1/25 voor x van 0 tot 4.

Een grootheid vertoont een exponentiële afname, indien de afname per tijdseenheid evenredig is met de waarde. Wiskundig houdt dat in dat de afgeleide naar de tijd van de grootheid evenredig is met de momentane waarde van de grootheid. De grootheid {\displaystyle N} voldoet dus aan de differentiaalvergelijking:
{\displaystyle {\frac {\mathrm {d} N}{\mathrm {d} t}}=-\lambda N}
waarin de evenredigheidsfactor {\displaystyle \lambda }, de zogeheten  afnameconstante, een positief getal is.
De oplossing van deze vergelijking is:
{\displaystyle N(t)=N_{0}e^{-\lambda t}}
Daarin is {\displaystyle N(t)} de waarde van de grootheid op het tijdstip {\displaystyle t} en {\displaystyle N_{0}=N(0)} de beginwaarde van de grootheid, dat wil zeggen de waarde op het tijdstip {\displaystyle t=0}. Merk op dat exponentiële afname in wezen hetzelfde is als exponentiële groei met een negatieve relatieve groeisnelheid.
Typische voorbeelden van exponentiële afname zijn radioactief verval, of het ontladen van een condensator via een weerstand. Maar ook het dalen van een medicijnspiegel in een lichaam, dalen van het vloeistofniveau in een lekkend vat, etc.
De reciproque {\displaystyle 1/\lambda } van de afnameconstante {\displaystyle \lambda } is de tijdsduur van een afname met een factor {\displaystyle e}. Deze geeft een typische tijdsschaal voor het afnameproces, die afhankelijk van het proces een eigen naam kan hebben. Bij instabiele deeltjes spreekt men van vervaltijd, bij instabiele atoomkernen gebruikt men de aan de vervaltijd gerelateerde halveringstijd.